# Lélouma
Lélouma är en prefekturhuvudort i Guinea.   Den ligger i prefekturen Lelouma Prefecture och regionen Labé Region, i den västra delen av landet, 240 km nordost om huvudstaden Conakry. Lélouma ligger 762 meter över havet och antalet invånare är 4 777.
Terrängen runt Lélouma är kuperad. Runt Lélouma är det ganska tätbefolkat, med 62 invånare per kvadratkilometer. Det finns inga andra samhällen i närheten. I omgivningarna runt Lélouma växer huvudsakligen savannskog.